# 田中建三郎
田中 建三郎（たなか けんざぶろう、弘化2年6月12日〈1845年7月16日〉 - 明治41年〈1908年〉1月28日）は、幕末の武士（広島藩士）、明治期の官僚。本姓は藤原氏。諱は正範。位階および勲等は従四位・勲三等。

## 生涯
広島藩士田中善平政辰の五男として広島にて生まれる。兄に維新の志士の田中軍太郎（正雄）と、元老院議官などを務めた渡正元がいる。
1868年、鉱山司に出仕する。1874年に外務省に移り、イタリアのローマ公使館に勤務。その後、宮内省式部官、帝室制度取調掛、閑院宮や北白川宮の家令、内大臣秘書官、侍従職などを歴任した。
明治41年1月28日卒去。享年63。同年7月神道式の葬儀により青山霊園に葬られた。兄の渡正元の墓所も近くに存在する。

## 系譜
住所：東京市麹町区平河町6-20
- 前妻：敬子（1866年 - 1899年12月15日）- 得能良介の四女[3]
  - 長女：榮（1886年9月 - ?）[4]
  - 次女：梅子（1889年2月 - ?）[4] - 財部実秀の妻[5]
  - 三女：操（1890年11月 - ?）[4]
- 後妻：くに（邦子、1869年5月 - 1917年7月3日）- 名古屋の時計商・小泉徳兵衛長女[4]
  - 長男：不二雄（1902年2月 - 1971年7月13日）- 日本最初の飛行学校である伊藤飛行機研究所で操縦を学んだが、飛行適性がなく3等飛行機操縦士で終了した。だが後進を育てることを目的に、1933年11月、深川区洲崎の埋立地に田中飛行研究所を設立し、戦後には代々木にパイロット親睦会の「鶏明社」を設立[6][4]
  - 不二雄妻：阜子（1914年1月 - 2003年7月4日）- 埼玉県川越町の西村家に生まれる。川越高等女学校を出て文化裁縫女学校に学ぶが、後に家族の反対を押し切り田中飛行研究所に入学。1935年11月26日、逓信省民間操縦士試験に合格し、二等飛行機操縦士資格を取得[7]。この学校の経営者不二雄とのちに結婚。女優でもあり、1937年には航空映画『翼の世界』（日活多摩川撮影所、田口哲 (映画監督)）に出演するなど「女優飛行士」として注目された。
  - 次男：又二（1903年 - 1918年2月27日）[8]